# Liste d'écrivains lorrains

## Lorraine sous le Saint-Empire et Lorraine indépendante (jusque 1766)
(NB: Tous ces écrivains sont de nationalité lorraine et se reconnaissent comme tels jusqu'au milieu du XVIIIe siècle.)
- Maréchal de Bassompierre (1579-1646)
- Chevalier de Boufflers (1728-1815)
- Dom Calmet (1672-1758)
- Émilie du Châtelet (1706-1749)
- François-Antoine Chevrier (1721-1762)
- Duc de Choiseul (1719-1785)
- François-Antoine Devaux dit Panpan (1712-1796)
- Nicolas Durival (1723-1795)
- Johann Fischart (1546-1591) (de langue germanique)
- Nicolas-Joseph-Florent Gilbert (1750-1780)
- Madame de Graffigny (1695-1758)
- Antoine de Guise (XVe siècle)
- Abbé Hugo (1667-1739)
- Gautier de Metz (XIIIe siècle)
- Charles Palissot de Montenoy (1730-1814)
- Masson de Morvillers (vers 1740-1789)
- Wolfgang Musculus (1497-1563) théologien réformateur
- Saint-Lambert (1716-1803)
- Jean de Schelandre (1585-1635)
- Philippe de Vigneulles (1471-1528)

## Lorraine française (finXVIIIe-XIXes.)
- Edmond About (1828-1885)
- Emmanuel Cosquin (1841-1919)
- Charles Demange (1884-1909)
- Émile Erckmann (1822-1899) et Alexandre Chatrian (1826-1890) dits Erckmann-Chatrian
- Maurice Garçot (1883-1969)
- Émile Gebhart (1839-1908)
- Edmond de Goncourt (1822-1896) et Jules de Goncourt (1830-1870)
- Abbé Grégoire (1750-1831)
- Stanislas de Guaita (1861-1898)
- Charles Guérin (1873-1907)
- Jean-Bernard d'Haussonville (1809-1882)
- François-Benoît Hoffmann (1760-1828)
- René Maizeroy (1856-1918)
- François-Désiré Mathieu (1839-1908)
- Alfred Mézières (1826-1915)
- François de Neufchateau (1750-1828)
- Joseph Pothier (1835-1923)
- Pierre-Louis Roederer (1754-1835)
- Amable Tastu (1798-1885)
- Paul Verlaine (1841-1896)

## Époque contemporaine (XXe-XXIes.)
- Henri Aimé (1872-1942)
- Charles Ancé (1946-)
- René d'Avril (1875-1966)
- Fernand Baldenne (1871-1958)
- Maurice Barrès (1862-1923)
- Primo Basso (1926-2010)
- Alain Bérard (1944-)
- Louis Bertrand (1866-1941)
- Anne-Marie Blanc (1931-)
- Jean Borella (1930-)
- Rémy de Bores (1947-)
- Mireille Boudhar (1969-)
- Anne-Sophie Brasme (1984-)
- Jacques Brenner (1922-2001)
- Anne Calife (1966-)
- Philippe Claudel (1962-)
- Gérard Coppens (1943-)
- Jean-François Costa (1947-)
- Charlélie Couture (1956-)
- Jeanne Cressanges (1929-2024)
- Georges-Paul Cuny (1936-)
- Michel J. Cuny (1950-)
- François de Curel (1854-1928)
- Virginie Despentes (1969-)
- Jean-Paul Didierlaurent (1962-2021)
- Jean-Marie Drot (1929-2015)
- Gaston-Paul Effa (1965-)
- Jean-Jacques Erbstein (1965-)
- Aurélie Filippetti (1973-)
- Élise Fischer (1948-2023)
- Jean-Louis Foncine (1912-2005)
- Jocelyne François (1933-)
- Pierre Fritsch (1930-2005)
- Maurice Martin du Gard (1896-1970)
- Claire Goll (1890-1977)
- Yvan Goll (1891-1950)
- Marianne Haas-Heckel (1946-)
- Edmond Haraucourt (1857-1941)
- Vincent Hauuy (1975-)
- Thierry Hesse (1959-)
- Émile Hinzelin (1857-1937)
- Nathalie Hug (1970-)
- Christian Ingret-Taillard (1953-)
- Fabienne Jacob (1959-)
- Ludovic Jacquemer (1978-)
- Matthieu Jung (1970-)
- Gustave Kahn (1859-1936)
- Brigitte Kernel (1959-)
- Jean-Louis Kieffer (1948-)
- Bernard-Marie Koltès (1948-1989)
- Jean L'Hôte (1929-1985)
- Rosine Lagier (1949-)
- Katia Lambert (1983-)
- Gilles Laporte (1945-)
- Sunsiaré de Larcône (1935-1962)
- Guy Lejaille (1947-)
- Bernard Lorraine (1933-2002)
- Sophie Loubière (1966-)
- Michel Louyot (1938-)
- Louis Madelin (1871-1956)
- Éric Marchal (1963-)
- Roland Marx (1949-)
- Nicolas Mathieu (1978-)
- Roger Maudhuy (1960-)
- Cédric Meletta[1] (1973-)
- Denis Montebello (1951-)
- Émile Moselly (1870-1918)
- François Moulin (1959-)
- Jeanne Müller-Quévy (1920-)
- Bertrand Munier (1962-)
- Pierre Pelot (1945-)
- Raymond Perrin (1940-)
- René Perrout (1868-1920)
- Anne Perry-Bouquet (1926-2018)
- Françoise Petitdemange (1954-)
- Pierre Pevel (1968-)
- Christian Pfister (1857-1933)
- Michel Picard (1931-)
- Frédéric Pottecher (1905-2001)
- Maurice Pottecher (1867-1960)
- Éric Reinhardt (1965-)
- Richard Rognet (1942-)
- Albert Ronsin (1928-2007)
- Charles Sadoul (1872-1930)
- Thierry Schmaltz (1965-)
- Lucien Schmitthäusler (1935-)
- Raymond Schwab (1884-1956)
- Yves Simon (1944-)
- Dominique Sylvain (1957-)
- Henri Thomas (1912-1993)
- Bernard Vargaftig (1934-2012)
- Jean Vautrin (1933-2015)
- Daniel Vaxelaire (1948-)
- Alixe Sylvestre (1950-)
- Anne Villemin Sicherman (1951-)
- Frédérique Volot[2] (1966-)
- Léon Werth (1878-1955)
- Marcel Charles Léon Cordier (1945-)